# Jessica Vosk

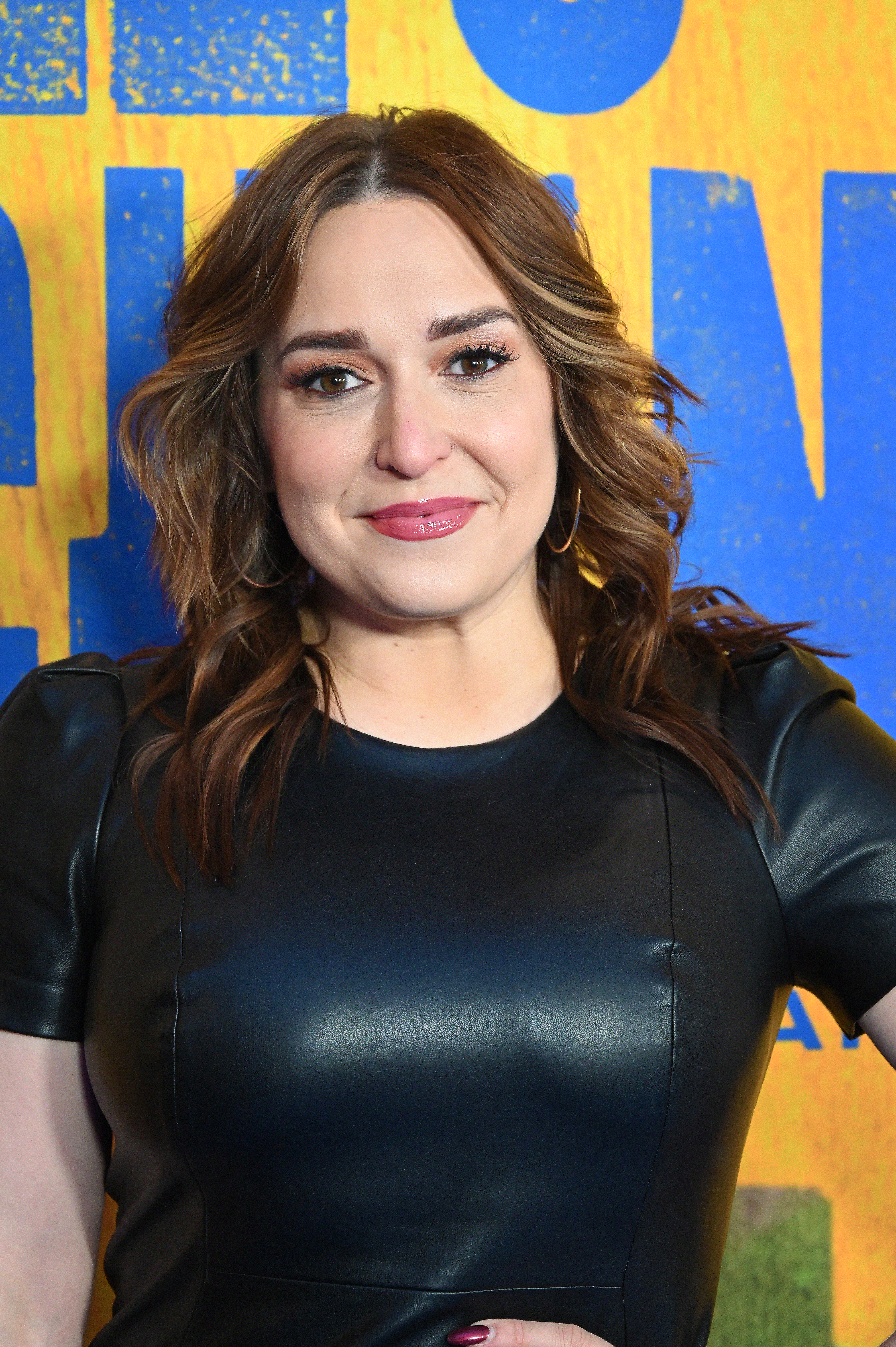
Jessica Vosk bei der Veranstaltung zum ersten Jahrestag von „Hell's Kitchen“ am Broadway, April 2025

Jessica Vosk (* 30. September 1983) ist eine amerikanische Sängerin und Schauspielerin, die insbesondere im Musiktheater tätig ist. Sie wurde für ihre Darstellung der Elphaba Thropp in Wicked bekannt, die sie von Juli 2018 bis Mai 2019 am Broadway im Gershwin Theatre spielte (in dieser Zeit fand das 15-jährige Jubiläum der Show statt). Ebenfalls spielte sie die Rolle der Elphaba in der zweiten nationalen Tournee der Show von September 2016 bis September 2017. Im Jahr 2024 verlieh sie Lute in der animierten Musical-Serie Hazbin Hotel ihre Stimme.

## Werdegang
Jessica Vosk wuchs in Clinton, New Jersey, auf und spielte schon in ihrer Kindheit im Laientheater. Ihr Vater spielte in einer Band und brachte ihr zunächst das Singen bei. Nach ihrem Abschluss an der North Hunterdon High School studierte sie Musiktheater an der Hartt School in West Hartford, Connecticut, wechselte aber an die Montclair State University, wo sie einen Abschluss in Kommunikation und Public and Investor Relations erwarb. Sie arbeitete drei Jahre lang an der Wall Street im Bereich Investor Relations, bevor sie sich entschloss, ihre Interessen am Broadway zu verfolgen.

## Karriere

### Theater
Vosks Durchbruch kam 2009, als sie als Sängerin für das Live-Konzert Kristina gecastet wurde, das von Benny Andersson und Björn Ulvaeus von ABBA geschrieben wurde und in der Carnegie Hall und in der Londoner Royal Albert Hall aufgeführt wurde.
Vosk debütierte 2014 am Broadway in Jason Robert Browns The Bridges of Madison County|The Bridges of Madison County. Sie wurde als Swing eingesetzt und gab ihr Debüt in der Hauptrolle der Marian. Sie war auch eine Zweitbesetzung für die Rolle der Chiara.
Nach The Bridges of Madison County ging sie zu Finding Neverland, wo sie in der Original-Broadway-Inszenierung die Rolle der Miss Bassett spielte und eine Zweitbesetzung für Mrs. du Maurier war.
Vosk spielte Fruma Sarah in der Broadway-Wiederaufnahme von Fiddler on the Roof (dt. Anatevka) (2015–2016). Sie war auch eine Zweitbesetzung für die Rollen der Golde und der Yente.
Ebenfalls in 2014 trat sie als Anita in der Live-Aufnahme der Partitur von West Side Story durch das San Francisco Symphony Orchestra auf, die bei den 57th Annual Grammy Awards für einen Grammy Award in der Kategorie Best Musical Theatre Album nominiert wurde.
Vosk verließ Fiddler on The Roof im Jahr 2016, um sich der Besetzung der zweiten nationalen Tournee von Wicked anzuschließen und die Nachfolge von Emily Koch in der Hauptrolle der Elphaba Thropp anzutreten. Ihr Debüt gab sie am 7. September 2016 in South Bend, Indiana, an der Seite von Amanda Jane Cooper als Glinda Upland. Ihre letzte Show auf der Tournee war am 24. September 2017 in Cincinnati, Ohio.
Am 18. Juni 2018 wurde bekannt gegeben, dass Vosk die Rolle der Elphaba in der Broadway-Produktion von Wicked als Nachfolgerin von Jackie Burns wieder besetzen würde. Ihre erste Vorstellung fand am 16. Juli 2018 im Gershwin Theatre statt. Vosk beendete ihre Laufzeit als Elphaba am 12. Mai 2019 und wurde von Hannah Corneau abgelöst. Für ihre Darstellung der Elphaba wurde Vosk mit dem Broadway.com Audience Choice Award 2019 für die beste Neubesetzung (weiblich) ausgezeichnet.
Ebenfalls 2019 übernahm Vosk die Rolle der Aunt Val in der Weltpremiere der Musical-Adaption von Becoming Nancy. Die Produktion wurde vom 6. September bis zum 6. Oktober 2019 auf der Coca-Cola Stage im Alliance Theatre aufgeführt, das zur Atlanta Theatre Company gehört. Vosk gewann den BroadwayWorld Atlanta Best Actress in a Musical Award.
Am 17. Februar 2020 trat Vosk als einer der Erzähler im Konzert zum 50-jährigen Jubiläum von Joseph and the Amazing Technicolor Dreamcoat im Lincoln Center auf.
Im Mai 2024 leitete Vosk die Besetzung der ersten Produktion von Beaches The Musical am Theater Calgary.
Vom 30. Juli bis 5. August spielte Vosk die Rolle der Jenna in der Muny-Produktion von Waitress.
Am 16. Oktober 2024 wurde bekannt gegeben, dass Vosk an den Broadway zurückkehren und zur Besetzung des Musicals Hell’s Kitchen von Alicia Keys gehören wird. Sie wird die Nachfolge der für den Tony nominierten Shoshana Bean in der Rolle der strengen Mutter Jersey antreten. Ihr erster Auftritt ist für den 12. Dezember 2024 im Shubert Theatre geplant.

### Aufnahmearbeiten
Vosk veröffentlichte ihr erstes Album mit dem Titel Wild and Free am 10. August 2018. Das Album ist eine Mischung aus Musiktheater und Pop und enthält Songs von Sara Bareilles, Jason Robert Brown, Prince, Sia, Pasek and Paul u. a. Das Album debütierte in den Billboard-Charts auf Platz 29 für Independent Artists und Platz 12 für Heatseekers (aufstrebende Musiker).
Am 9. Dezember 2020 veröffentlichte Vosk eine EP mit Weihnachtsliedern unter dem Titel A Very CoCo Christmas.
Im Juni 2024 veröffentlichte Vosk zwei neue Singles.
Am 25. Oktober 2024 wurde bekannt gegeben, dass Vosk ihr Weihnachtsalbum mit dem Titel Sleigh von Concord Theatricals veröffentlichen wird. Auf dem Album wird Vosk zusammen mit den Gästen Neil Patrick Harris, David Foster, Ariana DeBose und Scott Hoying ihre Lieblingslieder für die Feiertage singen. Das Album wurde am 15. November 2024 für digitale Download- und Streaming-Plattformen veröffentlicht werden. Physische Exemplare waren ab dem 6. Dezember 2024 in den Läden erhältlich.

### Solo-Konzerte
Nach The Bridges of Madison County gab Vosk im Februar 2015 ihr Kabarettdebüt im 54 Below mit ihrer ersten Soloshow mit dem Titel I Came to Jersey for This, in der Vosk Lieder sag, die sie in ihrer Kindheit inspirierten. Das Konzert wurde von Fans und Kritikern gut aufgenommen.
Ihr zweites Kabarettprogramm You Asked for It debütierte im Februar 2016 in Joe's Pub, wo Vosk eine Menge divenhafter Hymnen vortrug, die sie dazu inspirierten, eine Gay-Ikone zu werden.
Nach ihren Auftritten bei der ersten nationalen Tournee von Wicked im Jahr 2018 kehrte Vosk mit Bein' Green ins 54 Below zurück, einer Soloshow, in der sie darüber sprach, wie ihr Leben innerhalb eines Jahres auf der Straße aussah. Viele der Songs aus der Bein' Green Show erscheinen schließlich alle auf Vosks Debütalbum Wild and Free.
Nachdem sie Wicked am Broadway verlassen hatte, begann Vosk 2018 mit einer Tournee ihres Debütalbums Wild & Free.
Am 8. November 2021 gab Vosk ihr Solodebüt in der Carnegie Hall mit einem Programm mit dem Titel My Golden Age vor einem ausverkauften Publikum. Das Konzert war eine ultimative Hommage an all ihre musikalischen Einflüsse. Nach dem Erfolg ihres Solodebüts in der Carnegie Hall baute Vosk eine enge Beziehung zu dieser Halle auf. 2022 kehrte sie zurück und gab ein Tributkonzert für Judy Garland zu ihrem 100. Geburtstag mit dem Titel Get Happy, ein Konzert, das sie zuvor auch in San Francisco mit der San Francisco Symphony gab. Sie war auch Moderatorin eines 8-teiligen Podcasts mit der Carnegie Hall mit dem Titel If The Hall Could Talk (Wenn die Halle sprechen könnte), in dem es um viele der bemerkenswerten Artefakte der Carnegie Hall aus dem Archivmuseum der Halle geht.
Im Juni 2023 präsentierte Vosk ein Tribut-Solo mit dem Titel California Dreamin’ im 92nd Street Y. Bei der Show spielte Vosk eine Auswahl von Songs einiger der größten Singer-Songwriter aus Laurel Canyon, Kalifornien. Seit der New Yorker Premiere hat Vosk das Konzert in verschiedenen Konfigurationen mit einer kleinen Band oder einem Sinfonieorchester aufgeführt.
Um ihr neues Weihnachtsalbums Sleigh zu fördern begab sich Vosk auf eine Mini-Symphony Holiday Tour. Sie sang drei Abende lang mit dem National Symphony Orchestra im Kennedy Center in Washington, D.C. Danach kehrte sie in die Carnegie Hall zurück, wo sie zwei Abende lang mit den New York Pops und Essential Voices USA im Rahmen ihres jährlichen Weihnachtskonzerts auftrat.

### Andere Arbeiten
Sie ist Co-Moderatorin des Podcasts "Killing it on Broadway" mit Jennifer Simard.
Vosk sprach die Stimme von Lute in der Amazon Prime Video Originalserie Hazbin Hotel.

## Persönliches Umfeld
Vosk wohnt in West New York, New Jersey, und hat einen Hund namens Fred.

## Rollenrepertoire
| Jahr(e) | Stück                                        | Rolle                            | Spielort                            | Kategorie                      |
| ------- | -------------------------------------------- | -------------------------------- | ----------------------------------- | ------------------------------ |
| 2014    | West Side Story                              | Anita                            | Louise M. Davies Symphony Hall      | San Francisco Symphony Concert |
| 2014    | The Bridges of Madison County                | Swing                            | Gerald Schoenfeld Theatre           | Broadway                       |
| 2015    | Finding Neverland                            | Miss Bassett / Ensemble          | Lunt-Fontanne Theatre               | Broadway                       |
| 2015–16 | Fiddler on the Roof                          | Fruma Sarah / Golde (understudy) | Broadway Theatre                    | Broadway                       |
| 2016–17 | Wicked                                       | Elphaba Thropp                   | Verschiedene                        | nationale Tournee              |
| 2018–19 | Wicked                                       | Elphaba Thropp                   | Gershwin Theatre                    | Broadway                       |
| 2019    | Becoming Nancy                               | Aunt Val / Kate Bush             | Alliance Theatre                    | Welt Premiere                  |
| 2020    | Joseph and the Amazing Technicolor Dreamcoat | The Narrator                     | David Geffen Hall at Lincoln Center | 50. Jubiläumskonzert           |
| 2022    | Joseph and the Amazing Technicolor Dreamcoat | The Narrator                     | The Muny                            | Regional                       |
| 2023    | Chess                                        | Florence Vassy                   | The Muny                            | Regional                       |
| 2023    | Gutenberg! The Musical!                      | Produzentin (nur für eine Nacht) | James Earl Jones Theatre            | Broadway                       |
| 2024    | Waitress                                     | Jenna Hunterson                  | The Muny                            | Regional                       |
| 2024–25 | Hell's Kitchen                               | Jersey                           | Shubert Theatre                     | Broadway                       |

## Solokonzerte und Kabaretts
- 2015: I Came From Jersey For This! (Feinstein's/54 Below)
- 2016: You Asked For It (Joe's Pub)
- 2018: Being Green (Feinstein's / 54 Below)
- 2019-Present: Wild and Free: In Concert (Verschiedene Orte)
- 2021: My Golden Age (Carnegie Hall)
- 2022: Get Happy: A Judy Garland Centennial Celebration
- 2023-Present: California Dreamin: The Songs of Laurel Canyon
- 2024: Christmas Symphony Tour

## Diskographie

### LPs
- 2018: Wild and Free (Broadway Records)
- 2024: Sleigh (Concord Theatricals)

### EPs
- 2020: A Very CoCo Christmas (Vosky Records)

## Auszeichnungen und Nominierungen
| Jahr | Auszeichnung                           | Kategorie                                                | Show                | Ergebnis |
| ---- | -------------------------------------- | -------------------------------------------------------- | ------------------- | -------- |
| 2018 | Broadway.com Cabaret Awards            | Beste Show, Prominente Persönlichkeit                    | Being Green         | Gewonnen |
| 2019 | Broadway.com Audience Awards           | Beste Ablösung                                           | Wicked              | Gewonnen |
| 2019 | Broadway.com Regional Awards (Atlanta) | Beste Schauspielerin in einem Musical (professionell)    | Becoming Nancy      | Gewonnen |
| 2020 | BroadwayWorld Cabaret Awards           | Beste gefilmte Show, erstellt während der Quarantänezeit | Radio Free Birdland | Gewonnen |